# Bitartarato de potássio
Bitartarato de potássio, também chamado hidrogeno tartarato de potássio tem fórmula KC4H5O6. É um subproduto da fabricação de vinho. Também é conhecido como cremor tártaro ou creme de tártaro. É o sal ácido de potássio do ácido tartárico.

## Ocorrência
Bitartarato de potássio cristaliza-se em barris de vinho durante a fermentação do suco de uvas. Nos vinhos engarrafados antes que estejam inteiramente maduros, tartarato de potássio pode precipitar-se nas laterais da garrafa em espécie de crosta, assim formando o que é chamado em algumas regiões de "borra".
Esta forma bruta é coletada e purificada para produzir o pó branco, inodoro, ácido usado para muitas finalidades culinárias e domésticas.

## Aplicações

### Em alimentos
O bitartarato de potássio é usado em alimentos para:
- Estabilizar claras de ovos, aumentando sua tolerância ao calor e seu volume;
- Prevenindo que xaropes de açúcar cristalizem;
- Reduzindo a descoloração de hortaliças em que passem por cozimento em água fervente;
- Em frequente combinação com bicarbonato de sódio (o qual necessita um ingrediente ácido para ativar-se) em formulações de "fermento químico".
- Comumente usado em combinação com cloreto de potássio em substitutos de sal isentos de sódio.

Um sal ácido similar, pirofosfato ácido de sódio, é confundido com o creme de tártaro devido à sua funçao similar como pó em padarias.

### Química
Tartarato ácido de potássio, também conhecido como hidrogênio tartarato de potássio, é também usado como um padrão de referência primária para tampão de pH, de acordo com a NIST. Usando um excesso de sal em água, uma solução saturada é criada com um pH de 3.557 a 25°C. Sob dissolução em água, o bitartarato de potássio irá dissociar-se em tartarato ácido, cátion potássio, e o diânion tartarato. Então, uma solução saturada cria um tampão com pH padrão. Antes do uso como padrão, é recomendável que a solução seja filtrada ou decantada entre 22° e 28°C.

### Medicação popular
Creme de tártaro misturado com suco de laranja é um remédio popular para combater o vício do tabagismo, o propósito sendo o de supostamente repor o potássio que o fumar faz decair no organismo.
Também usado popularmente para tratar a formação de cálculos renais.